# Coregonus fontanae
Coregonus fontanae es una especie de pez de la familia Salmonidae en el orden de los Salmoniformes.

## Morfología
Los machos pueden llegar alcanzar los 12,6 cm de longitud total.

## Alimentación
Se alimenta principalmente de cladoceros.

## Distribución geográfica
Se encuentra en el lago Stechlin, en Brandeburgo, Alemania.